# IGEMO
IGEMO, de afkorting van Intergemeentelijke vereniging voor ontwikkeling van het GEwest Mechelen en Omgeving,
is een streekintercommunale met een ruime dienstverlening. IGEMO heeft tot doel haar werkingsgebied op een duurzame manier te ontwikkelen. De statutaire opdracht van IGEMO is de bevordering van "duurzame ontwikkeling van de streek”.

## Geschiedenis
De vereniging werd opgericht op 2 juni 1973.
Door het decreet intergemeentelijke samenwerking van 2001 werd ze in 2003 noodgedwongen geherstructureerd. Afvalbeheer werd overgedragen naar het hiervoor opgerichte IVAREM, dat een "opdrachthoudende" vereniging is in tegenstelling tot de "dienstverlenende" IGEMO. Aangezien de termijn van dienstverlenende verenigingen beperkt is tot 18 jaar, blijft het samenwerkingsverband tot 2021 bestaan.

## Werkingsgebied
Het werkingsgebied van IGEMO valt samen met het arrondissement Mechelen en de regio Rivierenland en bestreek de gemeenten Berlaar, Bonheiden, Bornem, Duffel, Putte, Puurs-Sint-Amands, Sint-Katelijne-Waver en Willebroek en de steden Mechelen en Lier. Sinds 2019 maken ook Heist-op-den-Berg en Nijlen deel uit van IGEMO.

## Kerntaken
- Ontwikkeling van bedrijventerreinen
- Realisatie van woonprojecten
- Ruimtelijke ordening & stedenbouw
- Milieu, natuur & duurzame ontwikkeling
- Wonen & huisvesting
- Preventie & Bescherming

## Objectieven
- De partner zijn van haar steden en gemeenten.
- De belangrijkste publieke actor zijn inzake duurzame streekontwikkeling.
- Een zichtbare wijziging van gedrag en mentaliteit realiseren ten aanzien van duurzaamheid.
- Een voortrekkersrol vervullen in Vlaanderen.